# Manuel Salazar (actor)
Manuel Salazar (nacido el 25 de julio de 1956, Caucagua,  Miranda, Venezuela) es un actor venezolano conocido internacionalmente por su papel del policía Salvador en la telenovela Juana, la virgen.

## Filmografía

### Televisión
- Escándalos (2015) - Detective Díaz
- Los secretos de Lucía (2014) - Fiscal Figueroa
- De todas maneras Rosa (2013-2014) - Leocadio Ramos
- La mujer perfecta (2010) - Rolando Gómez
- Arroz con leche (2007-2008) - José Manuel Larrazabal "Chepo"
- Estrambótica Anastasia - (2004) Teobaldo Borosfky
- La Invasora (2003) - Alberto Maldonado "El Beto"
- Mi gorda bella (2002) - Luis Felipe Villanueva
- Juana, la virgen (2002) - Salvador Méndez
- Carissima (2001) - Domingo Loborio
- Mis 3 hermanas (2000) - Ernesto Solís
- Mariú (1999-2000) - Jeremías Hidalgo
- Luisa Fernanda (1999) - Vicenzio
- Reina de corazones (1998) - Mosquera
- Cambio de piel (1997) - Néstor Molina
- Las Dos Dianas (1992) - Enrique
- Piel (1992)
- Emperatriz (1990) - Comisario

### Películas
- Locos y Peligrosos (2016)
- Manuela Sáenz (2000)
- 100 años de perdón/Pequeños ladrones, ladrones grandes (1998)
- Desnudo con naranjas (1994)